# 리틀도쿄/아츠 디스트릭트역
리틀도쿄/아츠 디스트릭트역 (Little Tokyo/Arts District)은 로스앤젤레스 메트로의 L선역 중 하나이다. 다운타운 로스앤젤레스의 리틀도쿄(Little Tokyo)와 예술구(Arts District)의 가장자리에 있는 1번가(First Street)와 앨라메다가(Alameda Street) 교차로에 위치하고 있다. 2009년 금선 동부 연장선(Gold Line Eastside Extension)의 일환으로 문을 열었다. 2020년 10월 24일에 임시 폐쇄했고, 지금은 공사중이다. 2022년 8월 10일에 지하로 다시 열릴 예정이다.

## 열차 운행 정보
L선 운행은 오전 5시부터 시작하여 오전 12시 15분까지이다.

## 위치
리틀도쿄/아츠 디스트릭트역은 서쪽의 리틀도쿄와 동쪽의 예술구 경계에 위치하고 있다. 캘리포니아 건축 연구소, 일본계 미국인 국립박물관, 현대 미술관(Museum of Contemporary Art)의 게핀 컨템퍼러리(Geffen Contemporary) 지부 등 많은 교육 명소가 역 근처에 있다.

## 역 구조
| 승강장 | L선                             | ← 피코/알리소역 Pico/Aliso ← 애틀랜틱행 (종착점행)         |
| 승강장 | 섬식 승강장, 왼쪽 출입문이 열림 |                                                            |
| 승강장 | L선                             | → 유니언 역 Union Station → APU/시트러스 칼리지행 (기점행) |

동1번가(East 1st Street)와 이스트템플가(East Temple Street) 사이의 앨라메다 가의 동쪽에 위치한 리틀도쿄-아츠 디스트릭트 역에는 하나의 섬식 승강장과 두 개의 선로가 있다. 역의 남쪽에 있는 선로는 동 1번가 중간을 동쪽 방향으로 돌아서 보일 하이츠(Boyle Heights)와 이스트로스앤젤레스(East Los Angeles)까지 연결한다.

## 연결 가능한 대중교통
리틀도쿄/아츠 디스트릭트에 정차하는 버스 노선은 다음과 같다.:
| 유형 | 노선   | 서부/남부 종착지 | 동부/북부 종착지 |
| ---- | ------ | --- | --- |
| 로컬 | 30/330 | 미드 시티(Mid-City) 피코 대로 피코/림파우 교통 센터(단거리) 웨스트 할리우드(West Hollywood) 산빈센트 대로 선셋 대로 & 산빈센트 대로 | 리틀도쿄/아츠 디스트릭트(Little Tokyo/Arts District) 동부 종착지 (330 & 30번 단거리) 이스트로스앤젤레스(East Los Angeles) 1번가 (30번 전용) 인디애나 L선역 |
| 로컬 | 40     | 리돈도 비치(Redondo Beach) 호손 대로, 크렌쇼 대로, 마틴 루터 킹 Jr. 대로 사우스베이 갤러리아                                        | 유니언역(Union Station) |

역에는 여러 LADOT DASH 버스가 있다.

## 인근 역세권
- 일본계 미국인 국립박물관(Japanese American National Museum)
- 리틀도쿄
- 게핀 컨템퍼러리 앗트 MOCA